# Ihor Korobchynskyy
Igor Korobchinsky, em ucraniano: Ігор Олексійович Коробчінский (Antratsyt, 16 de agosto de 1969) é um ex-ginasta ucraniano que competiu em provas de ginástica artística pela extinta União Soviética.
Representando a Equipe Unificada nos Jogos Olímpicos de Barcelona, em 1992, Igor conquistou duas medalhas; sendo uma de ouro. Em 1996, nos Jogos Olímpicos de Atlanta, competindo pela Ucrânia, fora apenas medalhista de bronze.

## Carreira
Igor iniciou sua carreira desportivo internacional no ano de 1989, participando do Campeonato Europeu de Estocolmo. No evento, saiu medalhista de ouro no concurso geral. Ainda em 1989, o ginasta disputou o Campeonato Mundial de Stuttgart, conquistando a medalha de ouro no evento geral individual e nos exercícios de solo.
Em 1991, no Campeonato Mundial de Indianápolis, o ginasta foi medalhista de ouro por equipes, solo, e nas barras paralelas. No ano posterior, como primeiro evento do ano, deu-se o Campeonato Europeu de Budapeste, conquistando cinco medalhas, ouro no geral e cavalo com alças, prata no solo e salto e bronze nas paralelas. Ainda em 1992, no Mundial de Paris, o ginasta foi ouro no solo, prata no salto, e bronze na barra fixa. Em sua primeira aparição olímpica, nos Jogos Olímpicos de Barcelona, o ginasta representando a Equipe Unificada, saiu com o ouro na prova coletiva, e o bronze nas barras paralelas. Competindo pela Ucrânia, Igor foi medalhista de prata nas barras paralelas, durante o Campeonato Mundial de Birmingham, em 1993. No ano posterior, em mais uma edição do Mundial, Igor foi bronze na competição por equipe. Dois anos depois, nos Jogos Olímpicos de Atlanta, Igor conquistou a medalha de bronze por equipes.
Após a realização do evento, Igor anunciou oficialmente sua aposentadoria do desporto, passando a dedicar-se sua carreira de técnico da modalidade. O ex-ginasta ainda foi membro do Comitê Olímpico Nacional e Vice Presidente da Federação de Ginástica.[carece de fontes?]

## Principais resultados
| Ano  | Evento                                    | AA              | Equipe            | Solo            | Cavalo com alças | Argolas | Salto sobre o cavalo | Barras paralelas  | Barra fixa        |
| ---- | ----------------------------------------- | --------------- | ----------------- | --------------- | ---------------- | ------- | -------------------- | ----------------- | ----------------- |
| 1989 | Campeonato Europeu                        | Medalha de ouro |                   |                 |                  |         |                      |                   |                   |
| 1989 | Campeonato Mundial de Ginástica Artística | Medalha de ouro |                   | Medalha de ouro |                  |         |                      |                   |                   |
| 1991 | Campeonato Mundial de Ginástica Artística |                 | Medalha de ouro   | Medalha de ouro |                  |         |                      | Medalha de ouro   |                   |
| 1992 | Campeonato Europeu                        | Medalha de ouro |                   | Medalha de ouro | Medalha de ouro  |         | Medalha de prata     | Medalha de bronze |                   |
| 1992 | Campeonato Mundial de Ginástica Artística |                 |                   | Medalha de ouro |                  |         | Medalha de prata     |                   | Medalha de bronze |
| 1992 | Jogos Olímpicos                           |                 | Medalha de ouro   |                 |                  |         |                      | Medalha de bronze |                   |
| 1993 | Campeonato Mundial de Ginástica Artística |                 |                   |                 |                  |         | Medalha de prata     |                   |                   |
| 1994 | Campeonato Mundial de Ginástica Artística |                 | Medalha de bronze |                 |                  |         |                      |                   |                   |
| 1996 | Jogos Olímpicos                           |                 | Medalha de bronze |                 |                  |         |                      |                   |                   |